# China Crisis
I China Crisis sono un gruppo musicale new wave britannico formatosi a Liverpool nel 1979.

## Storia
I fondatori, e tuttora membri originali, sono il cantante e tastierista Gary Daly e il chitarrista e cantante Eddie Lundon. La loro carriera iniziò con alcune esibizioni dal vivo fin dalla fine degli anni settanta, mentre l'esordio discografico, una volta messi sotto contratto dalla Virgin Records, avvenne nel 1982 con il loro album di debutto Difficult Shapes & Passive Rhythms, Some People Think It's Fun To Entertain, ha visto l'apice verso la metà degli anni ottanta. Il loro brano di maggior successo, Wishful Thinking, è stato pubblicato nel 1984 come singolo estratto dal loro secondo album in studio Working with Fire and Steel - Possible Pop Songs Volume Two ed è stato particolarmente apprezzato dalla critica, che lo ha considerato insieme all'intero album uno dei primi esempi di indie pop.
Durante la loro carriera hanno avuto un moderato successo soprattutto in Inghilterra e Australia, per quanto alcuni loro singoli siano diventati dei successi in tutta Europa.
Esaurita la popolarità alla fine degli anni ottanta, dopo alcune pubblicazioni discografiche con case discografiche indipendenti sono rimasti attivi solo con esibizioni dal vivo, affrontando anche la morte di Kevin Wilkinson, batterista del gruppo, avvenuta nel 1999. Il silenzio discografico si interruppe nel 2015 quando, a quasi vent'anni dal precedente, è stato pubblicato dalla Plage Records il loro settimo album in studio, Autumn in the Neighbourhood.
Il 17 ottobre del 2015 all'Epstein Theater di Liverpool sono stati celebrati i 30 anni dall'album Flaunt the Imperfection con un concerto che ha visto il ritorno sul palco dopo 20 anni del loro storico bassista Kevin "Gazza" Johnson.

## Formazione
Attuale
- Gary Daly - voce, sintetizzatori (dal 1979)
- Eddie Lundon - voce, chitarre (dal 1979)

Ex componenti
- Dave Reilly - batteria, percussioni (1981-1983)
- Gazza Johnson - basso (1983-1989, 1995)
- Kevin Wilkinson - batteria, percussioni (1983-1989, 1995)
- Walter Becker - sintetizzatori, percussioni (1985)
- Brian McNeill - sintetizzatori, voce (1985-1989, 1995)

## Discografia

### Album in studio
- 1982 - Difficult Shapes & Passive Rhythms, Some People Think It's Fun To Entertain - V 2243, Virgin, UK - UK numero 21
- 1983 - Working with Fire and Steel - Possible Pop Songs Volume Two - V 2286, Virgin, UK - UK numero 20
- 1985 - Flaunt the Imperfection - V 2342, Virgin, UK - UK numero 9
- 1986 - What Price Paradise - V 2410, Virgin, UK - UK numero 63
- 1989 - Diary of a Hollow Horse - V 2567, Virgin, UK - UK numero 58
- 1994 - Warped by Success - STALP1, Stardumb, UK - 1994
- 2015 - Autumn in the Neighbourhood(Plage Records)[5]

### Album live
- 1995 - Acoustically Yours - TLG CD 005, Telegraph, UK
- 2002 - Scrap Book Vol. 1 (Live at the Dominion Theatre) (Live 1985) - CHVP101CD, Crisis, UK[5]
- 2007 - Singing the Praises of Finer Things
- 2017 - Scrapbook Vol. 2 - Live at the Pavillon Theatre

### Raccolte
- 1990 - Collection: The Very Best of China Crisis - V 2613, Virgin, UK numero 32
- 1992 - Diary: A Collection - CD VVIPD 117, Virgin, UK
- 1997 - Collection: The Very Best of China Crisis (riedizione solo USA) - CD CAROL 1117-2, Caroline, US
- 1998 - The Best of China Crisis - CLP 0350-2, Purple Pyramid, US
- 1999 - Wishful Thinking (Repackaged Acoustically Yours and Warped by Success) - SMDCD 117, Snapper Music, UK
- 2006 - The Definitive Collection (CD+DVD)
- 2008 - Fine ad Also Rare China
- 2012 - Ultimate Crisis
- 2012 - Greatest Hits
- 2014 - China Greatness Live
- 2014 - Wishful Thinking: The Very Best of China Crisis
- 2022 - Singles / B Sides / Versions
- 2022 - Demos

### Singoli
- 1981 - African and White - INEV 011, Inevitable, UK numero 45, AUS numero 75
- 1982 - Scream Down at Me - VS 495, Virgin, UK
- 1982 - No More Blue Horizons - VS 521, Virgin, UK
- 1982 - Christian - VS 562, Virgin, UK numero 12
- 1983 - Tragedy and Mystery - VS 587, Virgin, UK numero 46
- 1983 - Working with Fire and Steel - VS 620, Virgin, UK numero 48, AUS numero 47
- 1984 - Wishful Thinking - VS 647, Virgin, UK numero 9, AUS numero 57
- 1984 - Hanna Hanna - VS 665, Virgin, UK numero 44
- 1985 - Black Man Ray - VS 752, Virgin, UK numero 14, AUS numero 30
- 1985 - Animalistic - VS1266DJ, Virgin, CAN Promo
- 1985 - King in a Catholic Style (Wake Up) - VS 765, Virgin, UK numero 19
- 1985 - You Did Cut Me - VS 799, Virgin, UK numero 54
- 1985 - The Highest High - VS 829, Virgin, UK numero 82
- 1986 - Arizona Sky - VS 898, Virgin, UK numero 47, AUS numero 52
- 1987 - Best Kept Secret - VS 926, Virgin, UK - 1987 UK numero 36
- 1989 - St. Saviour Square - VS 1168, Virgin, UK numero 81
- 1989 - Red Letter Day - VS 1188, Virgin, UK numero 84
- 1990 - African and White (The Steve Proctor Remix) - VS 1197, Virgin, UK
- 1994 - Everyday the Same - 12STA001, Stardumb, UK numero 99
- 1996 - Black Man Ray (Live) - tlg cd 006, Telegraph, UK[5]
- 2013 - Everyone You Know
- 2015 - It's Too Late

## Videografia
- 1985 - Showbiz Absurd (VHS)
- 1996 - Acoustically Yours (VHS)
- 2007 - Live in Concert at the Paul McCartney Auditorium Liverpool Institute of Performing Arts (DVD)